# Jaime Reyes Salazar
Jaime Reyes Salazar, auch bekannt unter dem Spitznamen El Medico, ist ein ehemaliger mexikanischer Fußballspieler auf der Position eines Verteidigers.

## Laufbahn
Reyes stand während seiner gesamten Laufbahn als Profispieler beim Club Universidad de Guadalajara unter Vertrag und absolvierte für die Leones Negros zwischen 1975 und 1989 mehr als 300 Punktspieleinsätze in der mexikanischen Primera División. In den Spielzeiten 1975/76 und 1976/77 wurde er mit den Leones Negros zweimal hintereinander Vizemeister und 1978 gewann er mit der Mannschaft die Zone Nord des CONCACAF Champions Cup.